# Софра
Софра (ријеч арапског поријекла коју су на Балкан донијели Турци), синија, трпеза, ниски дрвени сто за ручавање око кога се сједјело по тлу или поду у кући.

## Софра у обичајима
Народ у Мачви и западној Србији уопште, за одбрану од града износио софру у двориште испред куће. На њу би стављао остатак славске свијеће, сланину, комад божићне чеснице или комадић хљеба, поскурник, вјенчани прстен и „чувадар“ (јаје које се прво обојило), а поред софре коса или сјекира окренута према облаку. 
Ове ствари се износе напоље на софру зато што су све у вези са душама покојника и божанствима заштитницима родности, па тако и плодности поља са љетином. Како облаке предводе зли демони, све ове ствари на софри би требало да се супротставе облаку и непогоди коју носи.